# Oliver Bjorkstrand
Oliver Bjorkstrand (* 10. April 1995 in Herning) ist ein dänischer Eishockeyspieler, der seit März 2025 bei den Tampa Bay Lightning aus der National Hockey League (NHL) unter Vertrag steht. Zuvor verbrachte der rechte Flügelstürmer sieben Spielzeiten in der Organisation der Columbus Blue Jackets und lief knapp drei Jahre für die Seattle Kraken auf. Sein älterer Bruder Patrick ist und sein Vater Todd war ebenfalls professioneller Eishockeyspieler.

## Karriere

### Jugend
Bjorkstrand, dessen in den Vereinigten Staaten geborener Vater Todd im Jahr 1988 nach Dänemark wechselte, kam 1995 in Herning zur Welt. Dort spielte er in seiner Jugendzeit in der Eishockey-Nachwuchsabteilung von Herning IK. Für diesen Klub hatte auch sein Vater seine gesamte Profikarriere in Dänemark absolviert und nach seinem Karriereende den Trainerposten übernommen.
Bereits im Alter von 15 Jahren kam Oliver Bjorkstrand in der U20-Auswahl von Herning IK zu dauerhaften Einsätzen. In der Saison 2010/11 erreichte er in 11 Spielen 13 Tore sowie weitere drei Torvorlagen. Sechs weitere Einsätze mit einem Torerfolg und sieben Vorlagen folgten in den Play-offs. Sein Ausnahmetalent wurden seitens des Klubs mit der erstmaligen Berufung in die zweite Seniorenmannschaft prämiert. Dort kam er in der zweitklassigen 1. division in einem Play-off-Spiel zum Einsatz. In der Spielzeit 2011/12 war er Stammspieler in der ersten Mannschaft des Klubs, die in der AL-Bank Ligaen beheimatet ist, und wo auch sein älterer Bruder Patrick ab 2009 unter ihrem Vater spielte. Mit Herning gewann er 2012 das Double aus Meistertitel und Pokalsieg. Er selbst wurde zum wertvollsten Spieler des Pokalwettbewerbs gewählt.
Zur Saison 2012/13 wechselte Bjorkstrand nach Nordamerika zu den Portland Winterhawks in die Top-Juniorenliga Western Hockey League. Diese hatten ihn beim CHL Import Draft 2012 an insgesamt 26. Position gezogen. In seiner ersten Saison in Nordamerika führte er alle Rookies in Toren (31) und Scorerpunkten (63) an und nahm infolgedessen am CHL Top Prospects Game teil. Mit den Winterhawks gewann er darüber hinaus direkt die Playoffs und somit den Ed Chynoweth Cup. Anschließend wurde Bjorkstrand im NHL Entry Draft 2013 in der dritten Runde an insgesamt 89. Position von den Columbus Blue Jackets ausgewählt. Im Jahr darauf erreichten die Mannschaft erneut das Finale, musste sich jedoch den Edmonton Oil Kings geschlagen geben, wobei Bjorkstrand bester Torschütze (16) und Scorer (33) der Playoffs wurde.
In der Saison 2014/15 führte er die Scorerliste der regulären Saison an und gewann somit die Bob Clarke Trophy, ebenso wie den WHL Plus-Minus Award für die beste Plus/Minus-Statistik (+60). Darüber hinaus wurde er mit der Four Broncos Memorial Trophy als WHL-Spieler der Saison ausgezeichnet und, wie bereits im Vorjahr, ins WHL (West) First All-Star-Team gewählt.
Nachdem ihm zu Beginn der Saison 2015/16 der Sprung in den NHL-Kader der Blue Jackets nicht auf Anhieb gelungen war, wurde er zunächst zu deren Farmteam, den Lake Erie Monsters, in die American Hockey League geschickt. Mitte März 2016 wurde der Däne dann erstmals ins NHL-Aufgebot berufen und erzielte in seinem zweiten Spiel seine ersten beiden Tore in der höchsten Liga Nordamerikas. Zu den anstehenden AHL-Playoffs kehrte der Angreifer zu den Monsters zurück und gewann an deren Ende mit dem Team den Calder Cup. Er selbst wurde dabei mit 10 Treffern bester Torschütze der Playoffs und erhielt infolgedessen die Jack A. Butterfield Trophy als Most Valuable Player der Playoffs.

### NHL
Mit Beginn der Spielzeit 2017/18 etablierte sich Bjorkstrand endgültig im Aufgebot der Blue Jackets und erzielte in seiner ersten kompletten NHL-Spielzeit 40 Scorerpunkte. Diese Leistung bestätigte er im Wesentlichen in den beiden Folgesaisons, sodass er im Januar 2021 einen neuen Fünfjahresvertrag in Columbus unterzeichnete. Dieser soll ihm mit Beginn der Spielzeit 2021/22 ein durchschnittliches Jahresgehalt von 5,4 Millionen US-Dollar einbringen. Allerdings erfüllte der gebürtige Däne nur ein Vertragsjahr davon in Columbus, da er im bereits Juli 2022 im Tausch für ein Drittrunden-Wahlrecht im NHL Entry Draft 2023 und ein Viertrunden-Wahlrecht im NHL Entry Draft 2024 an die Seattle Kraken abgegeben wurde.
Nach etwa zweieinhalb Jahren in Seattle wurde Bjorkstrand im März 2025 im Rahmen eines größeren Tauschgeschäfts, das drei Teams umfasste, an die Tampa Bay Lightning abgegeben. Mit ihm wechselten Yanni Gourde sowie ein Fünftrunden-Wahlrecht im NHL Entry Draft 2026 nach Tampa, während Seattle weiterhin die Hälfte von Gourdes Gehalts übernahm. Im Gegenzug erhielten die Kraken Michael Eyssimont, je ein Erstrunden-Wahlrecht in den Drafts 2026 und 2027 sowie ein Zweitrunden-Wahlrecht im NHL Entry Draft 2025. Beide Erstrunden-Wahlrechte sind dabei top-10 protected, verschieben sich also um ein Jahr nach hinten, sofern sie sich unter den ersten zehn Positionen befinden. Zudem sollen die Kraken je ein zusätzliches Drittrunden-Wahlrecht erhalten, falls dies passiert. Als dritte Partei waren die Detroit Red Wings an dem Transfer beteiligt, die in erster Linie erneut die Hälfte von Gourdes Gehalt übernahmen, effektiv also 25 %. Dafür bekamen sie ein Viertrunden-Wahlrecht im Draft 2025 von Tampa, die zudem Kyle Aucoin erhielten.

### International
Bjorkstrand vertrat sein Heimatland Dänemark erstmals bei der U20-Junioren-Weltmeisterschaft 2012. Dort kam der Stürmer in allen sechs Partien an der Seite seines älteren Bruders Patrick zum Einsatz. Seine beiden Turniertreffer erzielte er dabei in der Abstiegsrunde in den Spielen gegen die Schweiz und Lettland. Dennoch verloren die Dänen beide Spiele mit einem Tor Unterschied und stiegen in die Division IA ab. Dort stiegen sie zwei Jahre später wieder auf und nahmen somit wieder an der Top-Division der U20-WM 2015 teil, wobei Bjorkstrand in bei jedem Turnier zur Mannschaft gehörte.
Wenig später debütierte er auf Senioren-Niveau bei der Weltmeisterschaft 2015 und absolvierte drei Einsätze während des Turniers. Auch bei der Weltmeisterschaft 2018 spielte er für Dänemark. Zudem vertrat er sein Heimatland bei den Qualifikationsturnieren für die Olympischen Winterspiele in Pyeongchang 2018 und in Peking 2022.

## Erfolge und Auszeichnungen
| - 2011 Bester Stürmer der dänischen U17-Meisterschaft - 2012 Dänischer Meister mit den Herning Blue Fox - 2012 Dänischer Pokalsieger mit den Herning Blue Fox - 2012 Wertvollster Spieler des dänischen Pokals - 2013 Teilnahme am CHL Top Prospects Game - 2013 Ed-Chynoweth-Cup-Gewinn mit den Portland Winterhawks - 2014 WHL West First All-Star-Team - 2015 Four Broncos Memorial Trophy | - 2015 Bob Clarke Trophy - 2015 WHL Plus-Minus Award - 2015 WHL West First All-Star-Team - 2016 Calder-Cup-Gewinn mit den Lake Erie Monsters - 2016 Jack A. Butterfield Trophy - 2017 Teilnahme am AHL All-Star Classic - 2024 Teilnahme am NHL All-Star Game |

### International
- 2014 Aufstieg in die Top-Division bei der U20-Junioren-Weltmeisterschaft der Division IA
- 2014 Bester Stürmer der U20-Junioren-Weltmeisterschaft der Division IA

## Karrierestatistik
Stand: Ende der Saison 2024/25

### International
Vertrat Dänemark bei:
| - U20-Junioren-Weltmeisterschaft 2012 - U18-Junioren-Weltmeisterschaft 2012 - U20-Junioren-Weltmeisterschaft der Division IA 2013 - U20-Junioren-Weltmeisterschaft der Division IA 2014 - U20-Junioren-Weltmeisterschaft 2015 | - Weltmeisterschaft 2015 - Qualifikationsturnier für die Olympischen Winterspiele 2018 - Weltmeisterschaft 2018 - Qualifikationsturnier für die Olympischen Winterspiele 2022 |

(Legende zur Spielerstatistik: Sp oder GP = absolvierte Spiele; T oder G = erzielte Tore; V oder A = erzielte Assists; Pkt oder Pts = erzielte Scorerpunkte; SM oder PIM = erhaltene Strafminuten; +/− = Plus/Minus-Bilanz; PP = erzielte Überzahltore; SH = erzielte Unterzahltore; GW = erzielte Siegtore; 1 Play-downs/Relegation; Kursiv: Statistik nicht vollständig)